# 한국형 장거리 공대지 미사일

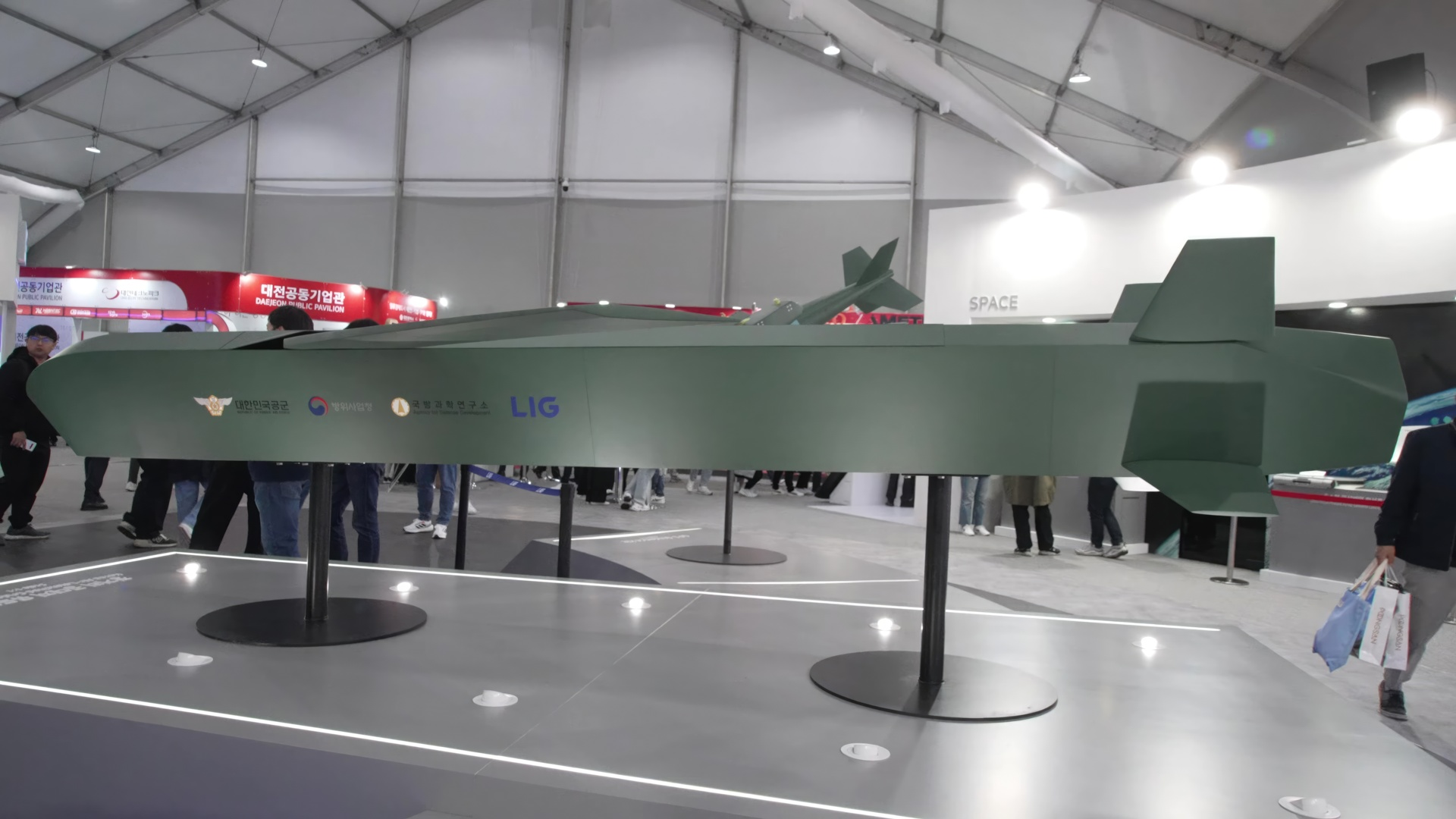
천룡 공대지 미사일의 실물 모형

한국형 장거리 공대지 미사일 (KL-ASM) 또는 천룡 공대지 미사일은 국방과학연구소와 LIG 넥스원이 개발중인 장거리 공대지 순항 미사일이다.

## 역사
한국은 독일에서 타우러스 미사일을 수입하는 사업에서, 2차 사업으로 국산 개발을 계획했다.
타우러스가 실전 배치되어 대한민국 공군은 아시아에서 처음으로 500 km 이상의 원거리 정밀타격 미사일을 전투기에 탑재해 운용하는 국가가 되었다. 그런데, 독일에서 직수입한 260발로는 모자라서, 최대 600발 정도가 필요하다고 평가되었다. 나머지를 국산으로 보충한다는 계획이다.
장거리 공대지 미사일 사업의 탐색 및 체계 개발에 3000억 원, 양산에 5000억 원 등 총 8100억 원의 예산이 투입된다. 2031년까지 총 200여발을 생산할 계획이다. 2018년 개발에 착수했으며, 2021년까지 탐색개발을 마칠 계획이다.
ADEX 2019에서 LIG넥스원이 지금까지 정보가 많지 않은 국산 장거리 공대지 미사일의 실물 크기 모형을 공개했다. 2029년 배치 목표로 8100억 원의 개발비가 투입되는 장거리 공대지 미사일은 수백 km 밖에 떨어진 적의 지휘소나 지하 표적 등 중요 전략 표적을 타격할 수 있는 공군의 핵심 타격무기다. 신형 공대지 미사일은 탄두 중량과 사거리가 타우러스보다 약간 작고 짧을 뿐, 정밀도와 스텔스 능력은 같거나 그 이상이다. 특히 장거리 공대지 미사일의 경우 그 크기를 콤팩트하게 만들어 KF-X 120대뿐만 아니라 60대의 FA-50에도 향후 탑재될 수 있게 했다.
첫 단계인 탐색개발이 2016년 시작되었다. ADD의 1본부는 비행체, 4본부는 탄두 개발을 각각 맡아 LIG넥스원과 공동 탐색개발을 해왔다.
개발중인 국산 장거리 공대지미사일은 2029년에야 전력화될 예정이지만 감항인증 등을 고려하면 2030년 이후 실전배치가 이뤄질 가능성도 있다.
타우러스는 스톰 섀도우 장거리 공대지미사일 개발경험을 갖춘 영국 MBDA와 스웨덴 사브의 합작으로 개발됐다. 미사일 개발 및 전투기 체계통합 노하우가 풍부한 두 기업이 힘을 합쳤지만, 실제 개발까지는 7~8년이 걸렸다. 공대지미사일 개발 경험이 거의 없는 ADD가 개발 기간을 맞출 수 있을지는 미지수다.
2021년 5월 서울 ADEX에서 장거리 공대지 유도탄 II의 이름은 '천룡'이라는 이름으로 밝혀졌다.
2021년 9월 15일 국방과학연구소(ADD)의 종합 시험장에서 천룡 공대지 유도탄의 항공기 분리시험이 성공했다고 한다.
2022년 3월 25일 제 142회 방위사업추진위원회 결과에서 장거리 공대지 순항 미사일 개발은 ADD 주도로 결정되었다.
2022년 12월 12일 한국형 장거리 공대지 유도탄 체계개발을 착수했다.

## 관통자
케이에스씨는 원자력 발전소의 감시, 경보, 제어시스템을 만드는 우리기술의 100% 자회사다. 우리기술은 정부의 탈원전 정책 발표 후 신규사업으로 우주, 국방, 항공, 의료 분야 등을 검토하다 2019년 케이에스씨를 인수했다.
독일의 방산업체 '타우러스시스템스 GMBH’(이하 타우루스시스템스)이 만든 타우러스는 지하벙커를 정밀타격할 수 있는 공대지 미사일이다. 철근 콘크리트는 3m, 일반 지상 구조물은 8m 깊이까지 뚫고 들어가 목표를 파괴한다.
케이에스씨는 2017년 타우러스시스템스로부터 초고강도 금속정밀기술을 이전 받은 뒤 품질관리 및 제어기술 등을 습득했고, 2019년 국내에 도입된 타우러스부터 관통자를 공급하기 시작했다.

## 사거리
개발비 8,100억원이 투입될 한국형 타우루스는 독일제보다 약간 작은 수준으로 최대 사거리도 400 km로 다소 줄었다.
- 현무-3, 무게 1.5톤, 사거리 1500 km
- 타우러스 미사일, 무게 1.4톤, 사거리 500 km
- 스칼프 EG, 무게 1.4톤, 사거리 1000 km
- 재즘-ER, 무게 1톤, 사거리 1000 km
- AGM-86 ALCM, 무게 1.4톤, 사거리 2400 km
- AGM-129 ACM, 무게 1.68톤, 사거리 3700 km
- 한국형 장거리 공대지 유도탄, 무게 1.3톤, 사거리 400 km

## 주한미군
2017년 6월 26일, 복수의 군사외교 소식통은 "주한미군이 최근 전북 군산공군기지에 장거리 공대지미사일인 JASSM(재즘) 10여 발을 전력화한 것으로 안다"고 밝혔다. 군의 한 소식통은 "미 공군은 재즘 개발업체로부터 3700발이 넘는 재즘 개량형(JASSM-ER)을 구매한 것으로 안다"면서 "이번에 한국에 배치된 것도 JASSM-ER일 가능성도 있다"고 전했다.
2020년 3월, 미국 의회예산국(CBO, Congressional Budget Office)이 최근 보고서에서 “한국에 지상기반 장거리 미사일 배치를 제안해 보자”는 의견을 내놨다. 중국 해군 때문이다. 한국에 배치할 만한 미사일로 의회예산국은 JASSM-ER(Joint Air-to-Surface Standoff Missile)의 지상 발사형, AGM-158C LRASM(Long Range Anti-Ship Missil, LRASM, 장사정 대함 미사일), 지상 기반의 스탠더드-6 대공미사일(SM-6)을 꼽았다.

## 제원
- 제작: LIG넥스원
- 무게: 1300 kg (타우러스 1400 kg)
- 사거리: 400 km (타우러스 500 km)
- 속도: 타우러스 보다 빠름
- 연료: 주입 후 10년 유지. 타우러스는 이륙 직전 주입[7]
- 스텔스: 스텔스 디자인
- CEP: 1-2 m
- 실전배치: 2028년

## 같이 보기
- 타우러스 미사일